# Lucio Quincio Flaminino
Lucio Quincio Flaminino   (c.230-170 a. C.) hermano del famoso Tito Quincio Flaminino, fue un político y militar de la República romana que ocupó el consulado en el año 192 a. C., con Cneo Domicio Enobarbo.

## Carrera militar y política
Edil curul en el año 200 a. C., y al año siguiente fue investido con el cargo de pretor urbano.
Cuando su hermano Tito, en 198 a. C., emprendió la guerra contra Filipo V de Macedonia de Macedonia, Lucio recibió el mando de la flota romana, y con la misión de proteger las costas de Italia.
Lucio primeramente navegó a Córcira, y congregó su flota cerca de la isla de Zama, la cual recibió de su predecesor, L. Apustius. Posteriormente lentamente navegó a Malea, y de allí al Pireo, en donde se unió su flota con los barcos que habían sido estacionados en el país para la protección de Antigua Atenas.
Poco después se le unió la flota aliada de Átalo I y la rodia, y la escuadra combinada inició el sitio de Eretria, que estaba ocupada por una guarnición macedonia. Sus habitantes temían tanto a los romanos como a los macedonios, y no estaban seguros de qué hacer, pero Lucio la tomó mediante un asalto nocturno. Los ciudadanos se rindieron, y el botín de los conquistadores consistió principalmente en obras de arte que habían adornado la ciudad.
La ciudad de Caristo inmediatamente después se rindió. De esta forma, en pocos días, se obtuvo la posesión de las dos principales ciudades de Eubea, y Flaminino navegó hacia Cencreas, el puerto de Antigua Corinto, donde realizó los preparativos para sitiar Corinto.
Por orden de su hermano Tito, Lucio y sus aliados navales enviaron embajadores a los aqueos para persuadirlos de que se unieran en su lucha contra los macedonios. La mayoría de ellos se decidieron por la causa de los romanos, y enviaron a sus tropas para unirse a Lucio en el sitio de Corinto. Lucio, mientras tanto, había tomado Cencreas, y ya estaba iniciando el sitio de Corinto.
Una encarnizada batalla se libró, en la que Lucio y los romanos fueron derrotados. Cuando sus fuerzas se vieron reforzadas por la llegada de los aqueos, que igualó en número al enemigo, continuó sus operaciones con una mejor esperanza de éxito. Pero la defensa de la guarnición de Corinto era desesperada, pues se encontraban entre los sitiados un gran número de italianos, que en la guerra contra Aníbal habían desertado del servicio de los romanos.
Por lo tanto Lucio perdió toda esperanza de éxito, abandonó el sitio, y regresó a su flota, con la que navegó a Córcira, mientras Atalo fue al Pireo. Como el imperium de su hermano se prorrogó por otro año, Lucio también conservó el mando de la flota en el año 197 a. C.
Acompañó a su hermano al congreso con el tirano Nabis de Esparta en Argos. Justo antes de la batalla de Cinoscéfalos, Lucio fue informado de la intención de los Acarnanios de unirse a los romanos, navegó a Léucade, la capital de los acarnanios, y comenzó su bloqueo. Pero sus habitantes ofrecieron resistencia, y el pueblo fue tomado por asalto. Los habitantes estaban decididos a defenderse hasta el último hombre, y una gran matanza tuvo lugar, pero cuando la noticia de la batalla de Cinoscéfalos hubo llegado, todas las tribus de Acarnania se sometieron a los romanos.
En 195 a. C., cuando Tito Quincio Flaminino marchó contra Nabis, en la denominada Guerra contra Nabis, Lucio salió con 40 naves para reunirse con él en el teatro de operaciones, y tomó varias ciudades marítimas, algunas conquistadas por la fuerza y otras sometidas voluntariamente, y luego procedió a sitiar Gitión, el gran arsenal de Esparta. Cuando Tito comenzó a sitiar el mismo lugar por tierra, Gorgopas, el comandante de la guarnición, rindió la ciudad a los romanos.

## El consulado
En 193 a. C., L. Flaminino fue candidato para el consulado, Su principal oponente fue Publio Cornelio Escipión Nasica, cuya candidatura fue apoyada por el héroe de la segunda guerra púnica, Escipión el Africano. Sin embargo, como Flaminino recibió el apoyo de su hermano Tito, y, como el recuerdo de sus hazañas en Grecia y del posterior triunfo de su hermano todavía estaba fresco, fue elegido para el año 192 a. C., junto con Cneo Domicio Enobarbo. Recibió la Galia como provincia, y se le ordenó celebrar los comicios.
En su marcha a su provincia, se encontró con los ligures en las cercanías de Pisa, y ganó una gran batalla: 9.000 enemigos cayeron, y el resto huyó a su campamento, que fue sitiado. Por la noche, sin embargo, los ligures se dieron a la fuga, y a la mañana siguiente, el campamento abandonado cayó en manos de los romanos.
Lucio avanzó entonces en el país de los Boios, el cual asoló por donde pasaba. Hacia el final del año fue a Roma para llevar a cabo las elecciones para el próximo año, tras lo cual regresó al país de los boios, quienes se sometieron a él sin tomar las armas.

## Sus tareas posteriores
A su regreso a Roma, hizo una leva para formar un gran ejército, ordenada por el Senado, para que los nuevos cónsules, inmediatamente después de asumir sus cargos, tuvieran las fuerzas listas para salir contra Antíoco III el Grande.
En 191 a. C. fue nombrado legado romano del cónsul M'. Acilio Glabrión, que tuvo que dirigir la guerra en Grecia. En 184 a. C., Marco Porcio Catón, que era entonces censor, expulsó a L. Quincio Flaminino del Senado, y luego pronunció un severo discurso en su contra acusándolo por crímenes que había cometido siete años antes en su consulado.
Entre los varios cargos presentados por él contra Lucio, hay uno que le muestra en una luz verdaderamente malvada. Parece que Lucio había conocido en Grecia el vicio de la pederastia, y cuando en su consulado se fue al norte de Italia, se llevó con él a su amante favorito, un joven cartaginés, de nombre Filipo. Este joven se había quejado a menudo que Flaminino nunca le había ofrecido la oportunidad de ver una exhibición de gladiadores.
Una vez, mientras Flaminino y su favorito estaban festejando y bebiendo en su tienda, vino un noble boio, quien, con sus hijos, se había refugiado en el campamento del cónsul. Fue introducido en la tienda, y él declaró a través de un intérprete lo que tenía que decir. Antes de que terminara su exposición, Flaminino preguntó a su favorito si no le gustaría ver a un galo muerto, y apenas que el joven le contestó afirmativamente, Flaminino golpeó la cabeza del boio con su espada, y cuando el hombre trató de escapar, implorando la ayuda de los presentes, el cónsul lo atravesó con su espada. Valerio Antias relata un delito similar de Flaminino, Independientemente de las acusaciones teatrales, la realidad era que la destitución de Flaminio del Senado era parte de una lucha mayor entre el partido oligárquico de los Escipiones y sus oponentes, liderados por Catón. Decidido a reducir la influencia de Escipion Africano y evitar el surgimiento de un sistema oligárquico dentro de la República, Catón había decidido dar un ejemplo de ciertos miembros prominentes del partido oligárquico, el más destacado de los cuales era Lucio Quincio Flaminino. Murió en el año 170 a. C., mientras tenía un cargo sacerdotal.